# Michal Kadlec
Michal Kadlec, född 13 december 1984, är en tjeckisk fotbollsspelare. Han spelar för närvarande i Slovácko. Kadlec har tidigare representerat tjeckiska landslaget. Hans position är vänsterback. 	
Kadlecs pappa Miroslav representerade Tjeckoslovakien vid såväl Fotbolls-VM 1990 och i Fotbolls-EM 1996.

## Karriär
Kadlec inledde karriären i Tyskland eftersom hans far var proffs där, och spelade som 9-åring för FC Kaiserslautern. Sin proffskarriär började han dock i FC Slovacko, från tjeckiska Uherské Hradiště. Där spelade han fram till 2005 då AC Sparta Prag	 köpte honom. 2008 fick han chansen att gå tillbaka till Tyskland och skrev på för Bayer 04 Leverkusen, där han spelat sedan dess. Han gjorde bland annat mål i åttondelsfinalen av Champions League 2011/2012 när Leverkusen mötte FC Barcelona.
Kadlec har varit en framstående spelare i det tjeckiska landslaget, och i kvalet till fotbolls-EM 2012 blev han lagets bäste målskytt - som vänsterback. Med sina fyra mål blev han också kvalgruppens näst bästa målskytt med sina fyra mål, endast besegrad av Spaniens David Villa.

## Diskoteksbråk
I april 2012 blev Kadlec misshandlad av två för honom okända män, när han tillsammans med ett par lagkamrater besökte ett diskotek i Köln.